# Полещук, Виктор Васильевич
Виктор Васильевич Полещук (род. 24 января 1957, зерносовхоз «Комсомольский» Адамовского района Оренбургской области) — русский поэт и переводчик.
Вырос в Душанбе. По окончании Литературного института работал редактором «Альманаха библиофила», затем вернулся в Душанбе, был ответственным секретарем журнала «Памир». С началом гражданской войны в Таджикистане после распада СССР был вынужден покинуть страну и переселиться в город Гулькевичи Краснодарского края. Публиковал стихи в антологиях «Время Икс» (1989), «Антология русского верлибра» (1991), «Нестоличная литература» (2001), журналах «Арион», «Знамя», «Дружба народов», «Звезда Востока» и др. В переводах Полещука публиковались, главным образом, стихи классических (Хафиз, Омар Хайям) и современных (Сухроб Сипехри, Форуг Фаррохзад и многие другие) персидских поэтов, а также современная поэзия славянских народов (в т.ч. версэ Алеся Рязанова).
Несмотря на крайне неудачную публикационную биографию (первая книга стихов «Мера личности» вышла только в 2006 г.), Виктор Полещук занял место среди авторов второго поколения русских верлибристов. Его произведения представляют собой достаточно подробные биографические этюды из жизни близких и дальних знакомых автора (или его собственной), воссоздающие не столько внутренний мир и речевую характеристику персонажа, сколько историко-культурный контекст через место в нем личности.

## Труды
- Мера личности: Избранные стихотворения [1986—2005]. — М.: АРГО-РИСК; Тверь: Колонна, 2006.